# بریز فلو
بریز فلو (فرانسوی: Brice Feillu‎؛ زادهٔ ۲۶ ژوئیهٔ ۱۹۸۵) دوچرخه‌سوار اهل فرانسه است.
از باشگاه‌هایی که در آن رکاب زده‌است می‌توان به تیم دوچرخه‌سواری اگریتوبل، تیم دوچرخه‌سواری وکانسولیل–دی‌سی‌ام، تیم ترک-سگافردو، تیم دوچرخه‌سواری سوجاسون و تیم دوچرخه‌سواری فورتونئو–اسکارو اشاره کرد.